# Theristria stigmalis
Theristria stigmalis är en insektsart som beskrevs av Banks 1939. Theristria stigmalis ingår i släktet Theristria och familjen fångsländor. Inga underarter finns listade i Catalogue of Life.